# Československá basketbalová liga 1989/1990
1. basketbalová liga 1989/1990 byla v Československu nejvyšší ligovou basketbalovou soutěží mužů, v ročníku 1. ligy hrálo 12 družstev.  Zbrojovka Brno získala 20. titul mistra Československa, Sparta Praha skončila na 2. místě a Inter Bratislava na 3. místě. Ze dvou nováčků ligy se udržel Chemosvit Svit  (10. místo), sestoupil Slavoj Litoměřice. 
Konečné pořadí:
1. Zbrojovka Brno (mistr Československa 1990) - 2. Sparta Praha - 3. Inter Bratislava - 4. NHKG Ostrava - 5. VŠ Praha - 6. Baník Prievidza - 7. Slávia VŠD Žilina - 8. RH Pardubice - 9. Baník Handlová -  10. Chemosvit Svit  - další 2 družstva sestup z 1. ligy:  11. Slávia VŠT Košice - 12. Slavoj Litoměřice

## Systém soutěže
Všech dvanáct družstev hrálo dvoukolově každý s každým (zápasy doma - venku), každé družstvo odehrálo 22 zápasů. Po základní části se družstva rozdělila na dvě skupiny (1.-8., 9.-12.). Prvních 8 družstev pokračovala dvoukolově (systém doma - venku), po němž byly hrány zápasy o titul a o třetí místo. Družstva na 9. až 12. místě pokračovala dvoukolově (systém doma - venku) o konečné umístění a o sestup. Poslední sestupoval přímo, předposlední hrál kvalifikaci.

## Tabulka základní část 1989/1990
| Poř. | Tým                  | Z  | V  | P  | Skóre     | Body | Kon. pořadí |
| ---- | -------------------- | -- | -- | -- | --------- | ---- | ----------- |
| 1.   | Zbrojovka Brno       | 36 | 26 | 10 | 3349:2865 | 62   | 1. místo    |
| 2.   | Sparta Praha         | 36 | 24 | 12 | 3046:2916 | 60   | 2. místo    |
| 3.   | Inter ZŤS Bratislava | 36 | 21 | 15 | 3024:2839 | 57   | 3. místo    |
| 4.   | NHKG Ostrava         | 36 | 20 | 16 | 3074:2960 | 57   | 4. místo    |
| 5.   | VŠ Praha             | 36 | 20 | 16 | 3197:3124 | 56   |             |
| 6.   | Baník Prievidza      | 36 | 19 | 17 | 2902:2880 | 55   |             |
| 7.   | Slávia VŠD Žilina    | 36 | 19 | 17 | 2979:2965 | 55   |             |
| 8.   | RH Pardubice         | 36 | 13 | 23 | 2983:3108 | 49   |             |
|      |                      |    |    |    |           |      |             |
| 9.   | Baník Handlová       | 34 | 20 | 14 | 2695:2596 | 54   |             |
| 10.  | Chemosvit Svit       | 34 | 16 | 18 | 2572:2562 | 50   |             |
| 11.  | Slávia VŠT Košice    | 34 | 10 | 24 | 2401:2730 | 44   |             |
| 12.  | Slavoj Litoměřice    | 34 | 3  | 31 | 2439:3116 | 37   |             |

## Play off 1989/1990
- o 3. místo: Inter ZŤS Bratislava - NH Ostrava 3:1 (94:78,67:81,94:88, 91:59)
- Finále: Zbrojovka Brno - Sparta ČKD Praha 3:2  (93:76, 64:70,103:94, 80:82, 91:89)

## Sestavy (hráči, trenéři) 1989/1990
- Zbrojovka Brno: Josef Jelínek, Leoš Krejčí, Jiří Okáč, Jan Svoboda, Julius Michalík, Jeřábek, Harásek, Buňák, Šibal, Pelikán, Müller, Hudeček, Brtník, Konečný. Trenér Jan Kozák.
- Sparta Praha: Vladimír Vyoral, Michal Ježdík, Adolf Bláha, Libor Vyoral, Karel Forejt, Ivan Beneš, Hynek Cimoradský, Josef Petržela, Jiří Zídek (1973), Petr Janouch, Josef Hájek, Martin Bělík, M. Bakajsa, F. Novotný, M. Michálek, Roman Suk, V. Forst. Trenéři: Lubor Blažek, Jiří Růžička
- Inter Bratislava: Oto Matický, Richard Petruška, Jakabovič, Kratochvíl, Černický, Kubrický, Minarovjech, Chromej, Kuzmiak, Ištok, Procházka, Wimmer, Mičuda, Weiss, Tučáni. Trenéři Pavol Bojanovský, K. Klementis
- NHKG Ostrava:  Gerald Dietl, Dušan Medvecký, Kamil Novák, Kovář, Rusz, Venclovas, Klapetek, Wrobel, Freeman, D. Šplíchal, Hlaváč, Trdlica, Kocian, Svozil, Magnusek, Uchytil. Trenéři J. Prokš, Zdeněk Hummel
- VŠ Praha: Václav Hrubý, Petr Treml, Jaromír Geršl, Kameník, Marko, P. Hartig, Dvořák, Jan Zídek, Hanzlík, Bříza, Bečka, Bašta, Nečásek, Zalužanský, Lukš, Volšík. Trenér Jiří Zídek
- Baník Prievidza: Jaroslav Kraus, Uhnák, Stopka, P. Jančura, Varga, Jašš, Krivošík, Bárta, Marchyn, Miškovič, Knob, Pekár, Vass. Trenér Ján Hluchý
- Slávia VŠD Žilina: Jozef Michalko, Jonáš, Bystroň, Faith, I. Jančura, Štefek, Konečný, Brokeš, Ondroušek, Petrák, Pavlus, Rožánek, Licehamr, Dida, Vilikus, Jelínek, Schwarz. Trenér B. Iljaško
- RH Pardubice: Štefan Svitek, Miloš Kulich, Kolář, Kočvara, Vaněček, Peterka, Jagob, Zajíc, Urbánek, Nerad, R. Musil, Majer, Burgr, Vošlajer, Chaloupka. Trenér Jan Skokan
- Baník Handlová: Dušan Lukášik, Josef Šťastný, Orgler, Floreš, Linkeš, Koželjanka, Sekot, Morávek, Javúrek, Galatík, Slávik, M. Matějčík, Burdej, Šuba. Trenér T. Vasilko
- Chemosvit Svit: Igor Vraniak,  Stanislav Votroubek, Miloš Pažický, Kofroň, Hajduk, Polcer, Gajan, Seman, K. Šplíchal, Ŕihák, Billík, Kočík, Záboj, Peleška, Dombek. Trenér B. Sako
- Slávia VŠT Košice: Penikas, Jankunas, Šponták, Krajňák, Farkaš, Paľko, Svitek, Vilner, Samec, Marčok, Kukla, Mravčák, Dubovský, Dajko, Halaša, Brôstl, Krebes, Pistovčák, Schnitzer. Trenéři G. Dajko, J. Rešetár
- Slavoj Litoměřice: Richter, Jar. Votroubek, Ivančo, Šotnar, Zych, J. Hartig, M. Žák, Víšek, Ritschel, Lisy, Jiří Votroubek, Šebo, Kynzl, Pastula, Kudláček, Bušek. Trenér P. Praibiš

## Zajímavosti
- Baník Prievidza v Poháru evropských mistrů 1989/90 hrál 4 zápasy (1-3, 311-322), vyřazen v osmifinále od FC Barcelona (74-85, 71-93).
- Koračův pohár 1990/90 
  - Inter Bratislava hrál 4 zápasy (2-2 344-311), vyřazen ve 1/16 od SKA Alma-Ata, Rusko (78-75, 86-103)
  - Sparta Praha hrála 2 zápasy (1-1, 161-183), vyřazena v 1. kole od Bellinzona Basket, Švýcarsko (88-83, 73-80)
- Vítězem ankety Basketbalista roku 1989 byl Oto Matický.
- „All Stars“ československé basketbalové ligy - nejlepší pětka hráčů basketbalové sezóny 1989/90: Josef Jelínek, Vladimír Vyoral, Michal Ježdík, Václav Hrubý, Jozef Michalko.